# Benjamin Stambouli
Benjamin Fernand Lucien Francois Stambouli (* 13. August 1990 in Marseille) ist ein französischer Fußballspieler.

## Karriere
Nach verschiedenen Stationen als Jugendspieler wechselte Stambouli 2004 zum HSC Montpellier. Zur Saison 2010/11 schaffte er den Sprung in die erste Mannschaft. In der Saison 2011/12 wurde er mit dem HSC Montpellier Französischer Meister. Er kam in dieser Spielzeit auf 26 Einsätze. In der folgenden Saison spielte er mit dem Verein erstmals in der UEFA Champions League. Der HSC Montpellier schied als Gruppenletzter aus, Stambouli kam auf vier Einsätze. Im September 2014 wechselte er in die Premier League zu Tottenham Hotspur. Im Juli 2015 verpflichtete der französische Erstligist Paris Saint-Germain Stambouli und stattete ihn mit einem Vertrag bis 2020 aus. Am Ende der Saison wurde er mit dem Verein erneut französischer Meister und gewann zudem den nationalen Pokal, Ligapokal und Supercup.
Nach 40 Pflichtspieleinsätzen für PSG wechselte er im August 2016 zum FC Schalke 04 in die Bundesliga. Er erhielt einen bis zum 30. Juni 2020 laufenden Vertrag und die Rückennummer 17. Zu Beginn der Bundesligarückrunde 2018/19 wurde Stambouli als Ersatz für den in der Winterpause zum AS Monaco abgewanderten Naldo von Trainer Domenico Tedesco zum stellvertretenden Mannschaftskapitän ernannt. Da Kapitän Ralf Fährmann von Tedesco allerdings zum Reserve-Torwart degradiert wurde, trug Stambouli während der Saison als dessen Vertreter häufig die Kapitänsbinde. In der Rückrunde erlitt er am 26. Januar 2019 beim 2:2-Unentschieden gegen Hertha BSC einen Jochbeinbruch, der operiert werden musste. Nach einmonatiger Verletzungspause gab er am 2. März sein Comeback bei der 0:4-Niederlage gegen Fortuna Düsseldorf. In der Folge musste Stambouli bei Spielen eine Schutzmaske aus Carbon tragen. Nach dem Düsseldorf-Spiel geriet Stambouli ins mediale Rampenlicht, als ihn zwei Schalke-Fans nach Spielende aufforderten, die Kapitänsbinde mit der Aufschrift „Nordkurve“, die die Fans nach der Vizemeisterschaft 2017/18 Schalkes erstem Kapitän Ralf Fährmann als Zeichen der Verbundenheit zwischen Fans und Spielern überreicht hatten, zurückzugeben, weil die Mannschaft ihrer nicht würdig sei. Stambouli gab daraufhin die Kapitänsbinde zurück. Vor der Saison 2020/21 wurde sein Vertrag bis 2023 verlängert. Mit dem Abstieg des Vereins in die 2. Bundesliga endete sein Vertrag im Sommer 2021.
Am 26. Juli 2021 gab Adana Demirspor die Verpflichtung des Mittelfeldspielers bekannt. Ab seiner zweiten Saison fungierte er dort als Mannschaftskapitän und bestritt in insgesamt zweieinhalb Jahren 93 Pflichtspiele für den Verein, davon 82 in der Liga. Im Februar 2024 kehrte Stambouli nach Frankreich zurück und schloss sich dem Erstligisten Stade Reims an. Dort konnte er sich jedoch nicht mehr dauerhaft durchsetzen und bestritt bis zum Ende der Saison nur sieben Spiele, woraufhin er den Verein im Sommer wieder verließ. Nach vorübergehender Vereinslosigkeit verpflichtete ihn im September 2024 der Zweitligist FC Metz.

## Nationalmannschaft
Von 2010 bis 2012 lief Stambouli zwölf Mal für die französische U21-Nationalmannschaft auf.

## Erfolge
- Französischer Meister: 2012, 2016
- Französischer Pokalsieger: 2016
- Französischer Ligapokal: 2016
- Französischer Supercup: 2016